# Hrabstwo Hendricks

Piramida wieku hrabstwa

Hrabstwo Hendricks (ang. Hendricks County) – hrabstwo w stanie Indiana w Stanach Zjednoczonych.

## Geografia
Według spisu z 2010 roku obszar całkowity hrabstwa obejmuje powierzchnię 408,78 mili2 (1058,74 km²), z czego 406,91 mili2 (1053,89 km²) stanowią lądy, a 1,87 mili2 (4,84 km²) stanowią wody. Według szacunków United States Census Bureau w roku 2012 miało 150 434 mieszkańców. Jego siedzibą administracyjną jest Danville.

### Miasta
- Amo
- Avon
- Brownsburg
- Clayton
- Coatesville
- Danville
- Lizton
- North Salem
- Pittsboro
- Plainfield
- Stilesville